# 佩瑞·梅森

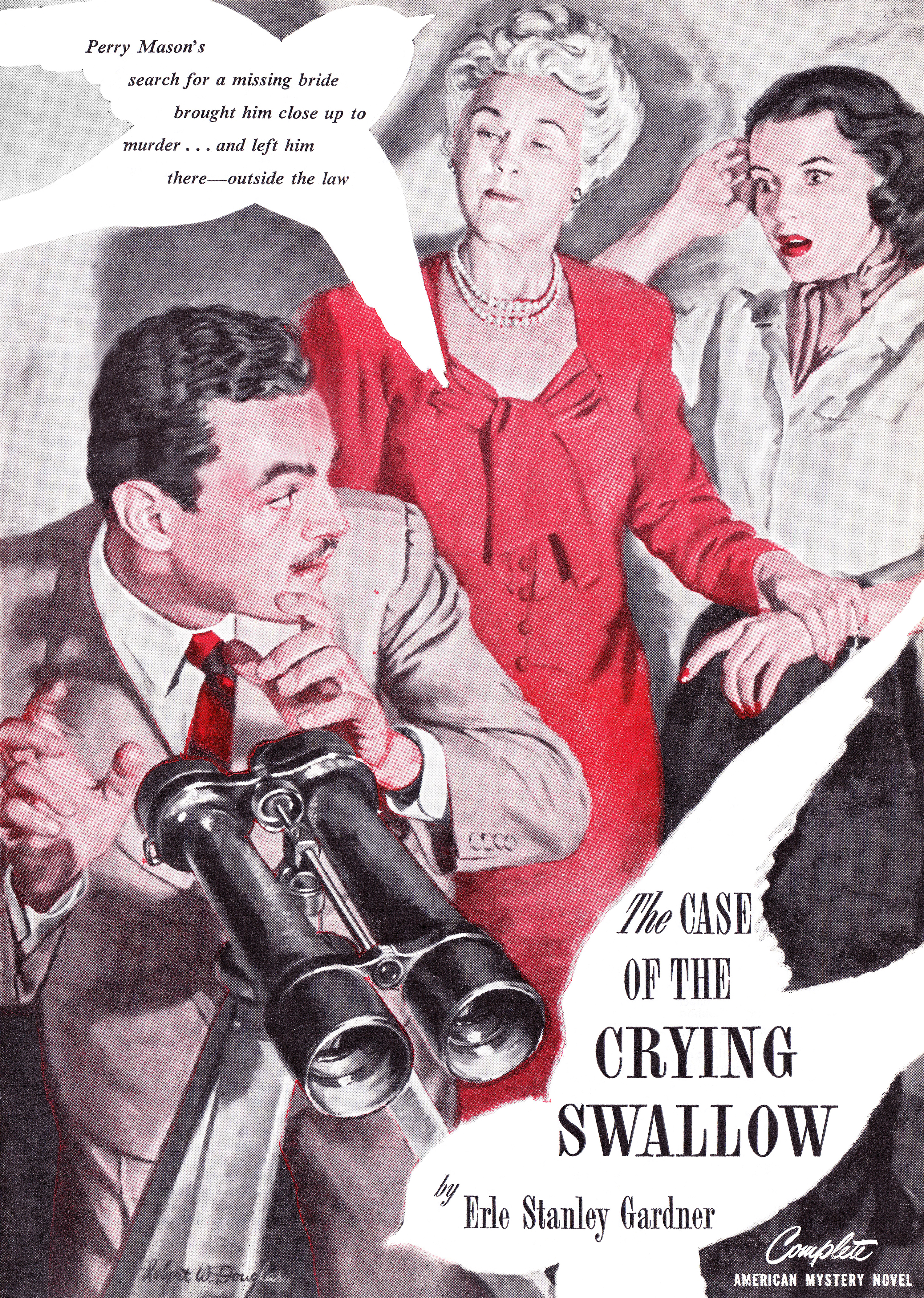
《狂叫的燕子》插圖

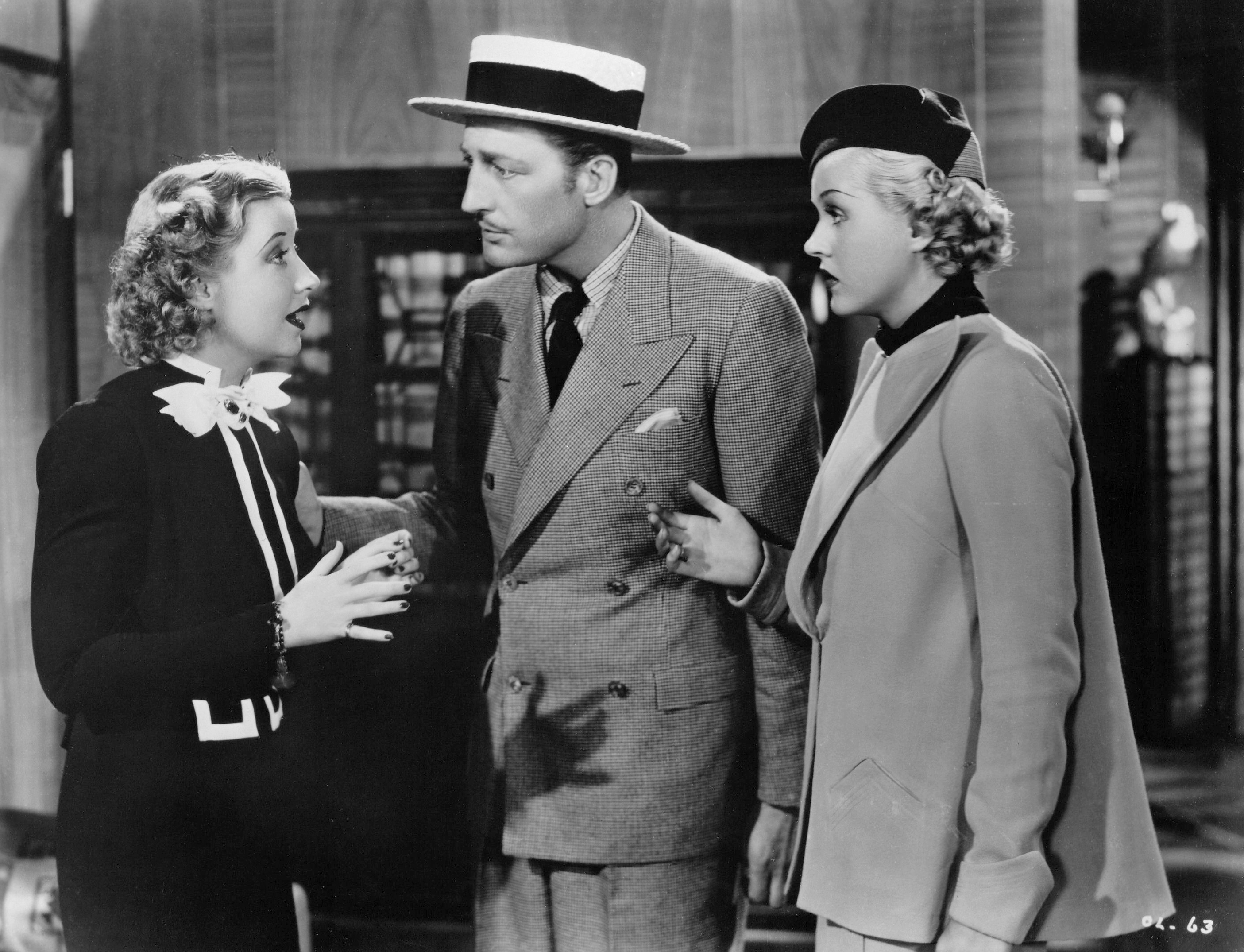
《幸運腿》改編成的電影The Case of the Lucky Legs宣傳照

佩瑞·梅森（英語：Perry Mason，又譯：佩利·梅森）是賈德納筆下的律師，以替殺人冤犯洗清罪嫌出名。小說集名叫《梅森探案集》。《佩瑞·梅森》也被拍成美國電視影集。

## 外部連結
- 侦探小说名词解释（一）